# Mesocrambus
Mesocrambus là một chi bướm đêm thuộc họ Crambidae.